# Muggiò
Muggiò (Mügiò in dialetto locale) è un comune italiano di 23 543 abitanti della provincia di Monza e della Brianza in Lombardia. Si fregia del titolo di città.

## Storia
Si ritiene che il nome originario della città possa derivare dall'aggettivo latino metulatus, da metula, a sua volta diminutivo della voce latina meta, con significato di altura, mucchio, ad indicare la conformazione ondulata. La variegata etimologia che la città ha assunto attraverso i secoli si conosce dalla lettura di antichi scritti.
Il primo centro abitato a sorgere ove si trova oggi Muggiò è Ameglao; questo nome appare per la prima volta in una disposizione testamentaria di Ansperto, arcivescovo di Milano, datata Anno Domini 879, tra i testimoni di questo documento troviamo un certo “Rachinfredus de Ameglao”. Da tale nome la città arrivò al nome attuale attraverso diverse modifiche.
Nel 912 il centro aveva già assunto il nome di Meglao; nel Codice Diplomatico Monzese si riferisce di Guidobaldo e Gotifredi de Vico Meglao.
Nel 1196 il nome era diventato Migloe, agli onori della scrittura un nostro concittadino: Montino de Migloe. Tale nome viene confermato anche nei documenti relativi ad un censimento del 1398. Durante i secoli successivi, diversi documenti religiosi parlano del centro definendolo Migioe, Mugloe e nell'accezione latina di Muglovium. È della seconda metà del XIII secolo la prima comparsa del nome di Muggiò, per quanto questo toponimo riapparve solo in documenti del 1790 (e si parla di Mugiò, con una sola g).
Solo dall'inizio del XIX secolo il nome si stabilizzò in Muggiò.
La presenza di nomi prettamente germanici nei primi documenti storici rinvenuti, fanno pensare che la sua costituzione sia avvenuta all'epoca delle invasioni barbariche ed in particolare di quella del popolo Longobardo.
In epoca feudale Muggiò seguì le sorti di Desio (sede della Pieve) passando, dapprima sotto la dominazione dei Visconti - sino alla metà del Quattrocento - poi fu, da Luigi XII Re di Francia e Duca di Milano, concessa al dottore, fisico, Gabriele Pirovano ed ai suoi eredi.
Nel 1518 fu ceduto ad Ottaviano Rho che lo perdette nel 1521, perché seguace dei francesi; passò quindi sotto Francesco II Sforza, successivamente a Galeazzo Ferreri, al Cavalier Vespasiano Roadino, a Giacomo Gallarati (10 settembre 1530) e, all'estinzione della linea, fu acquistato da Giorgio Manriquez (7 maggio 1550) sotto il ducato di Filippo II di Spagna.
In epoche diverse, in assenza di sovrano, i marchesi Manriguez cedettero vari centri della Pieve a diverse famiglie, ma tennero Desio, Muggiò ed altri sette villaggi.
Alla morte del Marchese Lodovico (24 gennaio 1791) il consigliere Conte Pietro Secco Commeno ereditò questo feudo, per concessione fatta antecedentemente (20 novembre 1779) dall'Imperatrice d'Austria Maria Teresa d'Asburgo, avendo egli sposato Laura Manriquez, figlia di Don Lodovico.
La presa di possesso avvenne il 28 novembre 1795; con la venuta di Napoleone Bonaparte nel 1796 cadde ogni diritto feudale sul territorio.
In quest'arco di tempo s'inseriscono nella storia di Muggiò personaggi di nobili famiglie locali e milanesi, quali gli Scorpioni Dè Rasini, i Casati, i Porro, gli Isimbardi, i Bolagnos, i D'Adda, i Taccona, gli Antona Traversi, i Greppi, i Nobili e i Santambrogio, che lasciarono varie testimonianze.

### Simboli
Lo stemma e il gonfalone sono stati concessi con decreto del presidente della Repubblica dell'11 giugno 1975.
Muggiò viene rappresentata araldicamente con pochi simboli e colori.
La ruota dentata d'oro al centro dello stemma vuole significare lo sviluppo industriale del Comune nel corso del Novecento.
I colori dello scudo sul quale è posta la ruota, il rosso e il bianco, sono quelli della città e provincia di Milano, alla quale, sino al 2009, Muggiò apparteneva.
La corona a cinque torri sinonimo di Città, il ramo d'ulivo e di quercia sono i simboli del Comune.
Il gonfalone è costituito da un drappo partito di giallo e di azzurro.

### Onorificenze
Con D.P.R. del 27 settembre 1992, al Comune di Muggiò è stato concesso il titolo di Città.

## Monumenti e luoghi d'interesse

### Cappella di San Rocco
La Cappella di San Rocco si trova nel centro storico, sulla strada che porta a Monza (Via G. Mazzini). Nonostante oggi si trovi in pieno centro, l'edificio era una cappella campestre, dei Sancti Rochi Campestris.
La costruzione fu iniziata nel 1524 ed intitolata al protettore degli appestati.
L'architettura è semplice, la cappella è preceduta da un pronao con colonne in granito. All'interno, sopra l'altare di marmo, si trovava un crocifisso miracoloso, sul capo di Cristo ciocche di capelli naturali (ora collocato nel tiburio ottagonale della chiesa madre).
Nel 2004 la chiesa è stata restaurata, per riportarla allo splendore di un tempo.

Per la festività di San Rocco, il 16 agosto, dalla cappella parte una processione che si dirige verso la Parrocchiale dei SS. Pietro e Paolo Apostoli.

### Croci stanziali della Peste
Due colonne in pietra, sormontate da una croce in ferro, situate una all'incrocio tra le vie Guglielmo Marconi e Santa Croce alla Taccona di Muggiò, l'altra a nord del territorio comunale, sul confine con Desio a fianco di via Libertà, ricordano il luogo ove sono stati sepolti i morti di quella triste e famosa peste cosiddetta di San Carlo (1576), che decimò la popolazione di quel secolo.

### Mausoleo Casati Stampa di Soncino
Il Mausoleo, collocato all'interno del cimitero urbano, ospita i sepolcri di molti componenti della nobile famiglia Casati, tra cui quelli di Teresa Casati (1787-1830),
Federico Confalonieri (1785-1846),
Gabrio Casati (1798-1873),
Angelo Casati (1802-1846),
Camillo Casati (1805-1869),
Luigi Agostino Casati (1827-1881),
Rinaldo Casati (1844-1898),
Camillo Casati Stampa di Soncino (1877-1946),
Alessandro Casati (1881-1955),
Alfonso Casati (1918-1944),
Camillo Casati Stampa di Soncino (1927-1970) e Anna Fallarino, Casati Stampa di Soncino (1929-1970), questi ultimi noti alla cronaca per il Delitto di via Puccini.
Dal 1º novembre 2008 il comune di Muggiò ha formalmente acquisito - dopo oltre dodici anni di trattative e d'iter burocratico - lo storico mausoleo funebre attraverso l'atto amministrativo della decadenza (previsto nel regolamento dei Servizi Cimiteriali) concordato tra il sindaco Fossati e il conte Donà dalle Rose consorte dell'ultima discendente; poi ratificato nel consiglio comunale del 13 novembre dello stesso anno.

### Oratorio dei Santi Re Magi
Collocato nell'ala orientale di Palazzo Taccona, degno di nota è il piccolo Oratorio dedicato a Santi Re Magi (6,20 x 6,20 m più 1,80 m per l'altare), Monumento Nazionale.
Questa graziosa chiesina, fulcro storico-religioso della frazione di Muggiò, sostituisce la cappella campestre dedicata a Santa Margherita, eretta sempre per devozione da Don Baldassare Taccona e andata perduta alla fine del XVI secolo.
Al suo interno sono custoditi due bassorilievi ovali raffiguranti i nobili proprietari del Palazzo e, una pregevole pala d'altare "l'Adorazione dei Magi"; nell'impianto iconografico della tela settecentesca compaiono alcune figure estranee allo storico evento, in primo piano una bimba, forse la figlioletta dei Conti, che offre dei doni alla Sacra Famiglia; in un angolo fa capolino il ritratto della contessa.
Durante alcuni restauri, sotto il suo piano di calpestio, è stato rinvenuto un sepolcro coi resti di una dodicenne; corrispondenti probabilmente all'unigenita erede, prematuramente scomparsa, la cui morte ha decretato la fine del casato dei Taccona.

### Palazzo Besozzi, Scorpioni Dè Rasini
Un tempo collocato alle spalle della barocca Chiesa dei Santi Pietro e Paolo (scomparsa), l'edificio a due piani sorge in via Baruso e si affaccia su un vasto giardino prospettico romboidale.
Il corpo principale, al primo livello, è dotato di un'ampia terrazza con scalinata centrale esterna d'accesso.
Già proprietà settecentesca del conte Paolo Besozzi, passa successivamente al nobile Don Paolo Scorpioni Dè Rasini, e, sul finire dell'Ottocento ad una famiglia locale che ne è ancora proprietaria.
L'immobile appare oggi molto rimaneggiato.

### Palazzo Bolagnos, Andreani, Santambrogio
La costruzione d'impostazione barocca, presenta all'interno un portico colonnato ed un vasto scalone d'onore con meraviglioso parapetto in arenaria; perduto purtroppo il giardino originale a disegno geometrico, rimasto tale per tutto il corso dell'Ottocento.
Il lotto edificato, posto nel cuore dell'abitato, si affaccia sulla piazza dell'antica Parrocchiale (oggi scomparsa) intitolata ad Antonio Gramsci, già appartenuto ai conti Bolagnos, è successivamente passato agli Andreani, ai nobili Santambrogio e ancor oggi è di proprietà privata.

### Palazzo Brusa, Mariani
Attiguo a villa Isimbardi, Monumento Nazionale, il palazzo Brusa di Muggiò si realizza sul finire del XVIII secolo, inglobando una preesistente costruzione risalente probabilmente al 1400. Caratteristiche del complesso sono la vasta corte interna a pianta quadrata, un vano, al piano terra, con otto colonne isolate e volte a crociera ed altri spazi chiusi un tempo destinati a scuderie per i nobili Isimbardi.

### Palazzo Porro, Carcano (poi Collegio Barnabitico)
Antica residenza dei conti Porro, massimi proprietari terrieri di Muggiò nel Settecento, venduta nel 1756 all'Opera Bartolomeo Zucchi poi Congregazione della Compagnia di Gesù, per renderla un luogo di villeggiatura estiva ed autunnale riservata ad insegnanti e allievi dei monzesi Istituti Zucchi, Longoni e Santa Maria degli Angeli, nonché dei Superiori dell'Ordine Barnabita di Monza e Milano sino al 1886. Tra i suoi ospiti troviamo Carlo Porta (1775-1821) insigne poeta milanese. Sul finire dell'Ottocento la costruzione viene trasformata in opificio prima di essere ceduta alla Chiesa e Diocesi di Milano.
Sullo storico giardino, negli anni 1895-1897, si erige la monumentale Chiesa Parrocchiale dedicata ai Santi Pietro e Paolo.
Il corpo principale del fabbricato rivolto a sud verso il vasto giardino, composto da due ordini sovrapposti di loggiati a sette fornici viene così demolito per lasciar spazio a Piazza della Chiesa.
Del complesso architettonico scompare anche la torretta quadrangolare utilizzata dai Padri Barnabiti come osservatorio astronomico.
Superstiti e ancora visibili le ali laterali che conferivano all'edificio una tipologia a ferro di cavallo, quella ad est, da anni sede della Mutua Volontaria – Centro Benessere (già utilizzata ad Asilo Infantile “Ing. Antonio Santambrogio”); quella ad ovest, adibita a “Canonica” o residenza del Clero (rimaneggiata negli anni sessanta del secolo scorso).
Tracce di elementi architettonici originari del primitivo palazzo seicentesco (quattro colonne in pietra) sono state rinvenute nel corpo del fabbricato durante i lavori di ristrutturazione effettuati sul finire Novecento e lasciate a vista.

### Palazzo Taccona, Palazzi, Bertoglio, D'Adda
Posto in posizione strategica, tra la vie che collegano la frazione di Muggiò a Cinisello-Milano e a Monza (Torneamento), si tratta di una imponente residenza nobiliare della seconda metà del XVIII secolo. Come documentato dal Catasto Teresiano, sull'area attualmente occupata dall'attuale edificio era presente una villa di proprietà dei conti Taccona. Inizialmente la costruzione si presentava a tre piani, mentre l'ultimo piano sembrerebbe essere il risultato di un sopralzo effettuato verso la fine dell'Ottocento. L'edificio presenta una forma ad "U" e si ispira alle cosiddette ville di delizia tipiche della Lombardia del Settecento. La presenza di due pilastri in pietra lungo l'attuale asse viario prospiciente l'edificio, delimitanti la cancellata d'ingresso, sono significativi dello schema progettuale basato su un asse centrale prospettico che mette in comunicazione la strada con il giardino e i restanti spazi interni. Purtroppo, il successivo sviluppo caotico dell'attuale abitato non permette un'immediata lettura della struttura dell'edificio rispetto all'ambiente circostante. Nella struttura, in posizione centrale, un profondo portico, rivolto verso il cortile, dà accesso allo scalone d'onore che conduce al piano nobile. L'edificio conserva anche la cappella gentilizia dedicata ai Santi Magi.
Coi lavori di ristrutturazione d'inizio secolo è andato purtroppo perduto il secolare giardino alberato a pianta quadrangolare posto sul retro del palazzo.
Il palazzo è stato sottoposto alla procedura di vincolo nel 2002.

### Parrocchiale dei SS. Pietro e Paolo
Monumento Nazionale (Legge 1/6/1939 nº 1089); essa sorge in forme lombardo-gotiche, sull'area centrale - il vasto giardino - di un ex Collegio Barnabitico (già residenza dei conti Porro), su progetto di due rinomati architetti, il pavese Angelo Savoldi (1845-1916) e il milanese Giovambattista Borsani (1850-1906), che s'ispirarono alla Basilica di Sant'Andrea in Vercelli (1219-1227). La posa della prima pietra risale al 23 giugno 1895, l'apertura al culto nel 1897.
La torre campanaria con cuspide conica s'innalza tra il 1920 e il 1922. La facciata principale viene ultimata nel rispetto dell'antico progetto solo nel 1968, per opera dell'arch. Arialdo Latocca; tripartita, questa è stata tutta rivestita in cotto con elementi in trachite - travertino e arricchita con icone legate alla vita dei due Apostoli: sul bronzeo portale centrale viene raffigurata la loro vocazione, nei vetri istoriati del rosone centrale vi è il loro martirio, ed in alto sul timpano, il gruppo scultoreo rappresenta la gloria acquisita attraverso la croce di Cristo. L'interno, imponente ed elegante, conferma lo slancio preannunciato in facciata: sulla pianta a croce latina si sviluppano le campate con volte a crociera, tre navate che conducono al transetto, agli estremi del quale sono poste due cappelle minori. Le semplici colonne in pietra si alternano a possenti pilastri sagomati sui quali poggiano gli archi a tutto sesto, in tali colonne polistili, ai rossi mattoni si alternano le fasce di granito. All'incrocio fra la navata centrale e il transetto si eleva la cupola, la cui volta a raggiera poggia sul tamburo ottagonale con finestre trifore.
Due lesene d'altare attribuite ad Antonio Canova (1757-1822) fino agli anni sessanta incorniciavano il prestigioso dipinto "Cristo in croce con la Maddalena" di Francesco Hayez (1791-1882) commissionato nel 1827 dalla Famiglia Isimbardi (oggi conservato presso il Museo Diocesano di Milano) ora sostituito da una riproduzione fotografica.

### Parrocchiale di San Giuseppe
Alla frazione Taccona, verso la fine degli anni cinquanta del secolo scorso, s'innalza su disegno di mons. Enrico Villa, architetto della Curia milanese, la Parrocchiale dedicata a San Giuseppe.
Il moderno tempio, consacrato il 31 maggio 1959 dall'allora Arcivescovo di Milano cardinal Giovanni Battista Montini (eletto poi Sommo Pontefice con il nome di Paolo VI); è ultimato solo nel 1978 e benedetto l'anno seguente dal cardinale Giovanni Colombo.
L'abside della chiesa è impreziosita da una decorazione musiva, opera d'arte, concepita da don Giuseppe Perugia (primo parroco di Taccona), progettata dall'artista Trento Longaretti (1916-2017) ed eseguita dai fratelli mosaicisti bollatesi Edoardo ed Eugenio Toniutti.
Il grandioso mosaico, che s'impone per bellezza e maestosità, rappresenta una grande sintesi biblica che va dalla Creazione, al peccato originale, alla promessa e attesa del Salvatore, fino all'Annunciazione, per confluire nel Cristo immolato, figurato nell'agnello dell'Apocalisse; da Lui il racconto passa alla Chiesa fondata sugli Apostoli per concludersi con il Cristo del Giudizio Universale circondato dai cori angelici.

### Parrocchiale di San Carlo Borromeo
La costruzione religiosa è realizzata negli anni 1975/76 nel quartiere nord di Muggiò, ai confini con Desio, su progetto di mons. Enrico Villa, architetto dell'Ufficio tecnico della Curia, capiente e moderna con grandioso tetto a capanna sostituisce la precedente chiesa datata 1964 ancora visibile al suo fianco.
La chiesa è dedicata al Santo Arcivescovo milanese, che nel corso del sedicesimo secolo più volte si recò in Visita Pastorale a Muggiò, e alla Beata Vergine di Fatima.

### Parrocchiale di San Francesco d'Assisi
Dedicata a San Francesco d'Assisi e a Nostra Signora di Lourdes, posta ai confini con Monza, la raccolta e semplice costruzione si edifica su progetto dell'architetto milanese Arialdo Latocca alla fine degli anni '80 del secolo scorso.

### Santuario della Beata Vergine Addolorata del Castagno
Uno storico viale pedonale alberato, detto un tempo "delle Rimembranze" ora "del Castano", conduce dalla centralissima via Italia al sacro edificio dedicato alla Beata Vergine Addolorata.
Lungo il percorso sono stati recentemente collocati, ai piedi dei Castani, 61 cippi in pietra con targhe nominali a ricordo dei sessantuno muggioresi caduti durante la Grande Guerra (1915-1918). La chiesa in stile barocco, dono del conte Giuseppe Bolagnos alla popolazione di Muggiò, si edifica agli inizi Settecento sul luogo della primitiva cappella votiva, sorta nel XVI secolo in seguito ad un evento straordinario.
Questo importante Santuario mariano di plurisecolare devozione viene ufficialmente riconosciuto dalla Chiesa di Roma e consacrato il 29 giugno 1937 dal cardinale Alfredo Ildefonso Schuster e papa Pio XI (al secolo Achille Ratti da Desio) concede nuove indulgenze.
Nell'ottobre 1945, qui vi si celebra una Santa Messa solenne alla quale partecipano clero, autorità locali, reduci di guerra e tutta l'intera popolazione, la chiesa è infatti tra quelle "poche elette" dall'arcidiocesi di Milano a svolgere speciali funzioni di ringraziamento alla cessazione del secondo conflitto mondiale.

### Santuario della Madonna delle Grazie, già di Santa Giuliana Vergine Martire
Sorge presso la cascina di Santa Giuliana e risale al XIII secolo.
Nel 1965 a lavori di restauro ultimati, l'antica ed umile costruzione presenta un nuovo assetto: un piccolo vano diametralmente opposto alla sacrestia già esistente, completa la pianta a croce latina, un pronao in mattonato composto da quattro snelle colonne adorna la facciata.
Un documento del 1754, attesta l'esistenza di un minuscolo camposanto antistante la chiesetta.
L'interno conserva l'antico soffitto a cassettoni e tre dipinti settecenteschi raffiguranti San Carlo, San Giuseppe e Santa Giuliana Vergine Martire.
I restauri inoltre, portano alla luce reperti archeologici (fittili) anteriori all'XI secolo (asportati), ciò fa pensare che il monumento più antico della città abbia un'origine ancor più remota.

### Villa Casati Stampa di Soncino
La prestigiosa villa ha origine intorno alla fine del XV secolo quale residenza estiva dei Casati, una ricca e nobile famiglia Ghibellina milanese.
Nel nucleo storico di Muggiò, associata alle tenute sorge la palazzina con elegante portico e giardino di contorno.
Questa dimora avita vede il passaggio di diverse generazioni Casati e ospita personaggi illustri come i cugini cardinali Carlo e Federico dei principi Borromeo durante le loro visite pastorali al borgo (1579 / 1604-1611).
Nel 1798 Agostino Casati (1739-1820), II Conte Casati, ex Ciambellano imperiale, per il rinnovo di questa sua dimora estiva affida l'incarico all'architetto austriaco Leopold Pollack già autore di Villa Barbiano di Belgiojoso d'Este, poi Reale e del Teatro Filodrammatici a Milano.
La concezione progettuale di villa Casati, mirabile capolavoro di architettura Neoclassica, s'imposta su un prisma rettangolare, da cui sporge, al centro di uno dei lati maggiori, un cilindroide a base ellittica coronato da una cupola colonnata.
La sua tipologia deriva dall'arte barocca tradizionale e richiama modelli francesi e viennesi.
La costruzione, nel corso dell'Ottocento, è pervenuta per eredità ai nipoti di Agostino: Teresa, Gabrio, Angelo e Camillo Casati, figli orfani del fratello Gaspare (1756-1808) e successivamente ai loro discendenti; infine, nel 1975, l'Amministrazione Comunale l'ha simbolicamente acquistata dalla nobildonna Anna Maria dei marchesi Casati Stampa di Soncino in Donà dalle Rose (Roma, 1951), ultima discendente in vita della storica dinastia.
Oggi Villa Casati Stampa di Soncino, Monumento nazionale (Legge 1º giugno 1939 n. 1089) e splendida sede municipale, rivive i fasti del passato in seguito anche al restauro architettonico conclusosi nel 1982.

### Villa Isimbardi, D'Adda
L'immobile, Monumento nazionale (Legge 1º giugno 1939 n. 1089), ha particolare interesse architettonico perché villa del XVIII secolo (su una trave del sottotetto vi è incisa l'annata della probabile edificazione: 1783), a due piani con portico centrale a tre fornici (volte a crociera) e due colonne in pietra; i corpi di fabbrica laterali conferiscono all'edificio una tipologia ad "U". Sul piano di campagna, oltre il triportico è collocato il Salone di Ricevimento con magnifico soffitto affrescato d'ispirazione neoclassica (figure ed anfore), altre sale ed anditi adiacenti presentano affreschi "a grisaille" giunti ai giorni nostri in un ottimo stato di conservazione. Sul piano nobile, di notevole interesse, si trova in posizione centrale il vasto Salone delle Feste l'odierna Sala di rappresentanza della Città.
In una delle stanze dell'edificio, durante le festività natalizie del 1849, si spegne improvvisamente Maria dei marchesi Isimbardi (nata nel 1827), figlia di Don Pietro Isimbardi (1799-1878) e di Luigia dei marchesi Litta Modignani; giovane sposa di Giovanni D'Adda (1808-1859), Marchese di Pandino e madre di Emanuele D'Adda, ultimo discendente delle due nobili casate.
Le spoglie della nobildonna, sono poi tumulate nella Cappella Vela di Villa Borromeo d'Adda in Arcore, appositamente edificata per custodirle.

### Villa Larocchi
Tipico villino primi Novecento dalle forme classicheggianti: scalea, colonne binate, loggia, cornicioni sagomati; circondato da un ampio giardino, ha l'ingresso al numero civico 7 di via Giuseppe Mazzini.
Questa costruzione (ancora oggi di proprietà privata), fu la residenza del Cavalier Piero Larocchi, Podestà di Muggiò nel decennio 1923-33 e facoltoso imprenditore locale.

## Parchi

### Casati Stampa di Soncino
Realizzato su disegno dell'architetto Leopold Pollack, complementare alla mole di Villa Casati, l'ampio parco all'inglese - 23000 m². – presenta una ricca vegetazione d'alto fusto; divenuto pubblico nel 1964, grazie alla mediazione del sindaco Ferruccio Ottolina che convinse il Conte Casati a donarlo al paese, appare oggi molto alterato nell'impianto.

### Grugnotorto Villoresi
L'ambito territoriale di Muggiò è stato in parte progettato alla fine degli anni settanta dall'architetto milanese Maurice Munir Cerasi; è l'ultimo serbatoio di grandi spazi inedificati (7.000.000. di m2. circa) tra Muggiò, Nova Milanese, Varedo, Paderno Dugnano, Cusano Milanino e Cinisello Balsamo.

### Bosco in Città
Si realizza seguendo le indicazioni planimetrico progettuali dell'architetto Gloria Crovi nei recenti anni 2006-2007, è un vasto spazio verde collocato a nord-ovest della città alle spalle della Residenza Sanitaria per Anziani "Corte Briantea".

### Muggiò, Città delle Cooperative
Da sempre definita la città “rossa” della Brianza, Muggiò è una città solidale che ancor oggi vive la secolare tradizione legata al mondo della cooperazione sociale dai vari colori "politici".
Qui nel 1898 viene costituita una Società di Mutuo Soccorso per l'assistenza alla comunità agricola dell'epoca.
Nel 1912 viene istituita una “Società Cooperativa Popolare con trattoria” dapprima collocata in piazza Garibaldi, poi trasferitasi all'ombra del campanile nel 1921 e reintitolata "Cooperativa di Consumo Silvio Pellico" dal nome della via (già via per Cinisello) ove è tuttora ubicata, affiliata CRAI.
A queste, ispirandosi ai valori fondanti della cooperazione italiana per risolvere il problema casa, si aggiunge nel 1919 la "Cooperativa Edificatrice di Muggiò" (oggi questa realtà conta quasi cinquemila soci iscritti e mille case realizzate, delle quali trecento in affitto, oltre a negozi, magazzini e numerosi box).
Nel 1926 si costituisce la Mutua Volontaria di Assistenza e Previdenza alla popolazione muggiorese.
Un'altra “Cooperativa di Consumo con Forno” nasce nel 1926, resiste al fascismo e alla guerra, e apre nel 1958 un primo negozio a libero servizio e nel 1969, in via Baruso, uno dei primi supermercati della città e circondario; nel 1970 Primo Casati (1915-1978), il suo Presidente, propone ai soci un progetto di fusione con altre cooperative del nord Milano, gettando così le basi per la creazione di Unicoop Lombardia prima e, nel 1983, di Coop Lombardia (sul finire del secolo scorso s'inaugura il Centro Commerciale COOP di viale Repubblica a sostituzione del market "storico").
Nel 1927 nasce la Società Cooperativa Acqua Potabile, infine, nel 1959 viene fondata grazie all'opera del Dott. Ferruccio Ottolina (1925-1980), un'altra Società Cooperativa Edificatrice Popolare la “Villoresi”.

## Società

### Evoluzione demografica
- 915 nel 1751
- 928 nel 1771
- 977 nel 1805
- 1 053 nel 1809
- annessione a Monza dal 1811 al 1815
- 1 722 nel 1853

Abitanti censiti

### Etnie e minoranze straniere
Al 31 dicembre 2022, la popolazione straniera era di 2 074 persone, pari all'8,82% dei residenti.

## Cultura

### Biblioteche
La Biblioteca Civica di Muggiò fa parte del Sistema Bibliotecario BrianzaBiblioteche.

## Geografia antropica

### Urbanistica
L'agglomerato urbano di Muggiò rimane, sino alla fine dell'Ottocento, pressoché inalterato nella disposizione "medievale" dei fabbricati delle sue tre contrade principali: "Barus", "Bourghett" e "San Roch" (ancora individuabili nel centro storico odierno), tuttavia si assiste ad un importante rinnovamento di edifici ed infrastrutture, come la costruzione del Canale Villoresi, il canale artificiale più lungo d'Italia, che fu ideato dall'ingegner Eugenio Villoresi (1810-1879); esso preleva acqua dal fiume Ticino riversandola nel fiume Adda, interessando, con il suo tracciato, un territorio di circa 85.000 m2.
Il periodo compreso tra le due guerre vede la realizzazione d'opere che ebbero grande rilievo sotto l'aspetto igienico-sanitario, come la costruzione di un primo pozzo idrico nel 1927 (uno dei primi della Provincia di Milano, che sostituisce quello antico di Piazza Garibaldi, ancor oggi visibile sotto una lastra di cristallo), la rete idrica odierna preleva acqua potabile da otto pozzi.
Nel 1932 avviene la costruzione del canale di bonifica Alto Lambro che da Monza si estende fino a Carate Brianza (inaugurato a Muggiò nell'aprile del 1935 dal Capo del Governo, Benito Mussolini), oggi coperto, sul suo tracciato corre parte della nuova Strada Provinciale nº 131 Desio-Muggiò-Nova Milanese.
Nel 1950 il comune viene attraversato da una strada d'importante comunicazione, la Strada Provinciale 10, poi Statale nº 527 Bustese.
Gli anni seguenti assistono ad un importante fenomeno che ebbe gran rilevanza nello sviluppo urbano, infatti calamità naturali come l'alluvione del Polesine o i terremoti portarono un alto tasso immigratorio d'origine veneta e meridionale nel territorio milanese - qui particolarmente numerosi sono gli originari di Spinoso (PZ) - provocando il boom economico edificatorio.
Il territorio muggiorese, tipicamente agricolo sino alla prima metà del secolo (frumento e granoturco), gelsi e viti; con lo sviluppo di industrie e piccole/medie imprese, alcune molto importanti - in campo meccanico la multinazionale svedese ALFA LAVAL (1969) con la produzione di impianti per lo scambio termico, la separazione e la movimentazione dei fluidi; in campo alimentare PANEM (1969), il più grande panificio d'Italia e la Star, fondata qui nel 1948; in ambito chimico RAVIZZA Farmaceutica impiantatasi, per volere del conte Ugo Ravizza, alla fine degli anni cinquanta, ceduta poi alla BASF "anni ottanta" (queste ultime trasferitesi alcuni decenni fa) - ha subito radicali trasformazioni.
Nel corso degli ultimi anni, con una popolazione che supera i 23 000 abitanti ed una riqualificazione del tessuto urbano attraverso una seria politica urbanistica (Piano Particolareggiato Centro Storico, Piano Insediamenti Produttivi, Parco del Grugnotorto), la Città, ufficialmente riconosciuta con un Decreto del presidente della Repubblica nel 1992, ritrova una sua identità, riscoprendo quei caratteri sociali ed il valore dei suoi Beni storico-architettonici mediante interventi di restauro particolarmente importanti e significativi.

### Frazioni

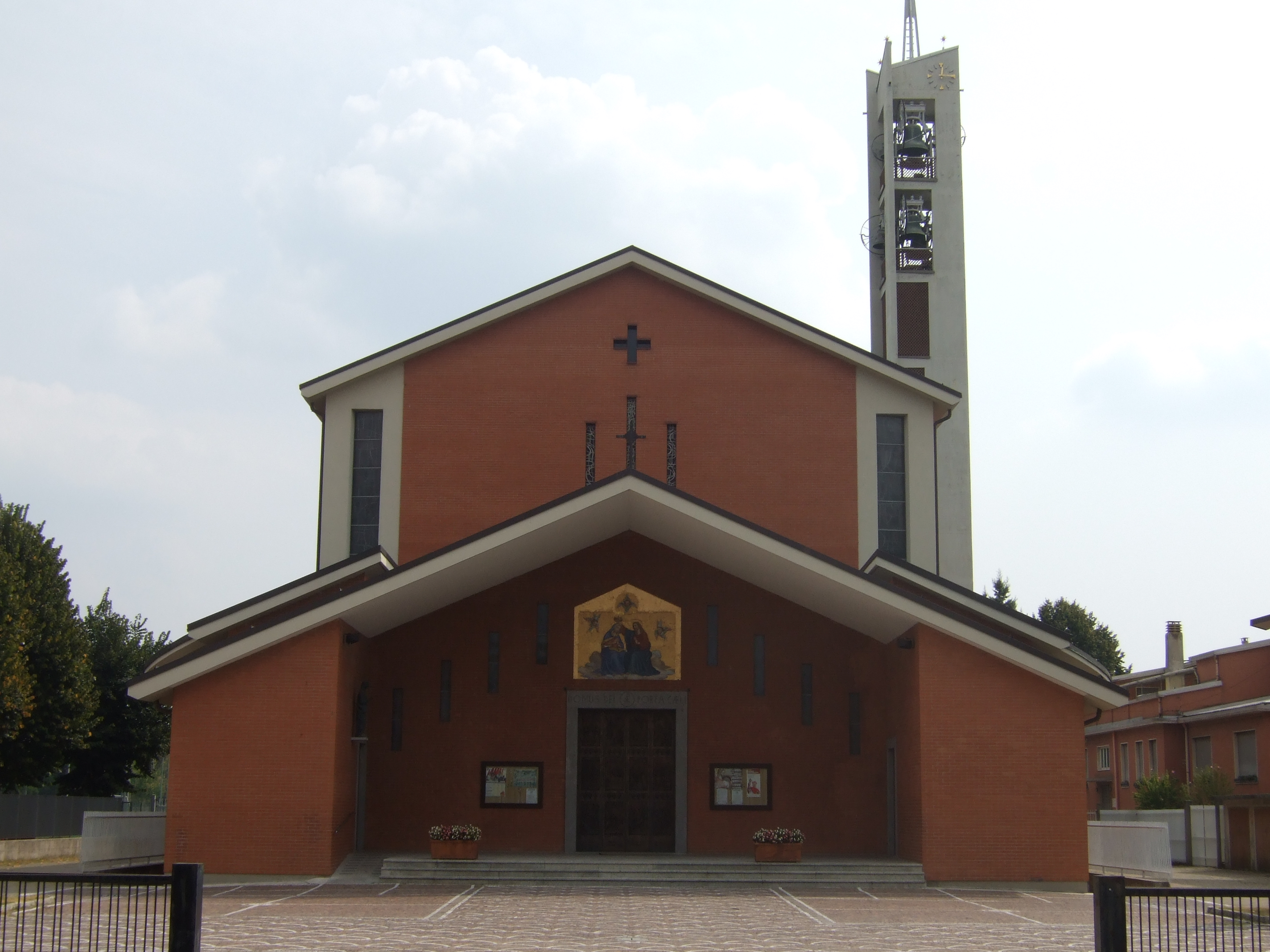
Chiesa parrocchiale di Taccona

La Taccona (Tacùna in lombardo occidentale) è l'unica frazione di Muggiò: è situata a sud del Canale Villoresi. Confina ad est con la città di Monza (quartiere San Fruttuoso), a sud con la città di Cinisello Balsamo (quartiere Borgomisto-Sant'Eusebio-Balsamo) e a ovest con il comune di Nova Milanese. La parte ovest del territorio è compresa all'interno del Parco del Grugnotorto, mentre la parte meridionale dell'abitato è attraversata dalla Tangenziale Nord di Milano.

## Infrastrutture e trasporti

### Strade
Muggiò è lambita ad est dalla SS 36 del Lago di Como e dello Spluga; ad ovest dalla Strada Provinciale nº 131 Sesto San Giovanni-Nova-Muggiò-Desio; a sud dalla Tangenziale Nord A52 che attraversa una piccola porzione di territorio comunale con svincolo in entrata/uscita in prossimità del confine con Cinisello Balsamo; ed è infine suddivisa trasversalmente dalla Strada statale nº 527 Bustese che la collega a Saronno e al Varesotto orientale.
Due le ex Strade Provinciali: la nº 151 Cinisello Balsamo-Muggiò-Desio (declassata) e la nº 220 Lissone-Muggiò (declassata), quest'ultima di gran lunga la più antica di tutte, essendo già a carico dei contribuenti muggioresi nella ripartizione fiscale operata dalle autorità provinciali di Milano nel 1346.

### Ferrovie
Muggiò è lambita dalla tratta ferroviaria internazionale Chiasso-Milano che le consente di raggiungere brevemente le suddette città e altri centri minori. Questa importante linea ferroviaria nasce nel 1861 dal prolungamento - sino a Como - della prima strada ferrata dell'Italia settentrionale: la Milano-Monza (1840). Nel 1879 una richiesta congiunta delle Amministrazioni di Lissone e Muggiò (con relative delibere dei Consigli Comunali), destinata al Governo centrale di Roma, propone la costruzione di una nuova stazione con scalo merci in Lissone sul cavalcavia soprastante la strada per Muggiò (posizione equidistante dai due centri abitati), a una distanza favorevole tra le due stazioni già esistenti di Monza e Desio. La suddetta richiesta/proposta viene accolta e la Stazione di Lissone-Muggiò è realizzata tra il 1881 e il 1882. Attualmente la fermata viene utilizzata dalle linee S9 (Saronno–Albairate) e S11 (Chiasso–Milano Porta Garibaldi), entrambe facenti parte del servizio ferroviario suburbano di Milano.

## Amministrazione

### Governi
| Periodo | Periodo   | Primo cittadino          | Partito                                                                      | Carica                  | Note |
| ------- | --------- | ------------------------ | ---------------------------------------------------------------------------- | ----------------------- | ---- |
| 1860    | 1869      | Camillo Casati           |                                                                              | Sindaco                 |      |
| 1869    | 1898      | Giovanni Zberg           |                                                                              | Sindaco                 |      |
| 1898    | 1901      | Luigi Scotti             |                                                                              | Sindaco                 |      |
| 1902    | 1910      | Luigi Mauri              |                                                                              | Sindaco                 |      |
| 1910    | 1918      | Angelo Galbiati          |                                                                              | Sindaco                 |      |
| 1919    | 1922      | Alfredo Figini           | PS                                                                           | Sindaco                 |      |
| 1922    | 1923      | Angelo Natale            |                                                                              | Commissario Prefettizio |      |
| 1923    | 1933      | Piero Larocchi           | PNF                                                                          | Podestà                 |      |
| 1933    | 1936      | Ettore Monfrini          |                                                                              | Commissario Prefettizio |      |
| 1936    | 1938      | Angelo Alfredo Galli     | PNF                                                                          | Podestà                 |      |
| 1938    | 1943      | Ezio Gritti              | PNF                                                                          | Podestà                 |      |
| 1943    | 1944      | Rodolfo Santambrogio     |                                                                              | Commissario Prefettizio |      |
| 1944    | 1945      | Pellegro Cella           |                                                                              | Commissario Prefettizio |      |
| 1945    | 1946      | Alfredo Figini           | PCI                                                                          | Sindaco                 |      |
| 1946    | 1960      | Enrico Merati            | PCI                                                                          | Sindaco                 |      |
| 1960    | 1969      | Ferruccio Ottolina       | DC                                                                           | Sindaco                 |      |
| 1970    | 1975      | Edoardo Silva            | DC                                                                           | Sindaco                 |      |
| 1975    | 1985      | Alfredo Viganò           | PCI - PSI                                                                    | Sindaco                 |      |
| 1985    | 1987      | Mario Cherubini          | PCI - PSI                                                                    | Sindaco                 |      |
| 1988    | 1990      | Elio Cambiaghi           | PCI - PSI                                                                    | Sindaco                 |      |
| 1990    | 1992      | Mario Cherubini          | PSI - PDS - PSDI                                                             | Sindaco                 |      |
| 1992    | 1999      | Stefano Rijoff           | PDS - DC/PPI - PRC                                                           | Sindaco                 |      |
| 1999    | 2004      | Pietro Stefano Zanantoni | FI - AN - UDC                                                                | Sindaco                 |      |
| 2004    | 2009      | Carlo Giuseppe Fossati   | La Margherita - DS/PD - PRC - PdCI - SDI - Lista Civica ViviMuggiò - IDV     | Sindaco                 |      |
| 2009    | 2014      | Pietro Stefano Zanantoni | PDL - Lista Civica "Brianza 2009-Per il bene di Muggiò" - Lega Nord          | Sindaco                 |      |
| 2014    | 2024      | Maria Arcangela Fiorito  | PD - Lista Civica "Insieme per Muggiò"                                       | Sindaco                 |      |
| 2024    | in carica | Michele Messina          | Forza Italia - Fratelli d'Italia - Lega - La città che vorrei - Forza Muggiò | Sindaco                 |      |

### Gemellaggi
- Munster (Bassa Sassonia), dal 2019

## Sport

### Impianti sportivi
Lo stadio cittadino, dedicato ai caduti della sciagura di Superga, è stato realizzato su progetto dell'architetto Roberto Biscardini negli anni 1982-84. Il campo di gioco è utilizzato dalla società calcistica cittadina: il Football Club Muggiò nato nel 2004 che disputa i campionati dilettantistici regionali.